# Baldeogarh
Baldeogarh é uma cidade e uma nagar panchayat no distrito de Tikamgarh, no estado indiano de Madhya Pradesh.

## Geografia
Baldeogarh está localizada a 24° 45′ N, 79° 04′ L. Tem uma altitude média de 319 metros (1046 pés).

## Demografia
Segundo o censo de 2001, Baldeogarh tinha uma população de 7585 habitantes. Os indivíduos do sexo masculino constituem 52% da população e os do sexo feminino 48%. Baldeogarh tem uma taxa de literacia de 51%, inferior à média nacional de 59,5%; com 62% para o sexo masculino e 38% para o sexo feminino. 20% da população está abaixo dos 6 anos de idade.